# Mamoudou Karamoko
Mamoudou Karamoko (ur. 8 czerwca 1999 w Paryżu) – francuski piłkarz iworyjskiego pochodzenia grający na pozycji napastnika w FC Dinamo Bukareszt.

## Sukcesy
FC Kopenhaga
- Mistrz Danii: 2021/2022, 2022/2023
- Puchar Danii: 2022/2023[3]